# Chiếc váy (hiện tượng mạng)
Chiếc váy, chiếc váy đổi màu hay The dress là một hiện tượng mạng năm 2015 về hình ảnh một chiếc váy. Màu sắc của chiếc váy trong hình ảnh đã gây ra nhiều tranh cãi; một số người thấy màu của chiếc váy là xanh lam và đen, người khác lại thấy là trắng và vàng. Hiện tượng này minh hoạ sự khác biệt về nhận thức màu sắc của con người và trở thành chủ đề nghiên cứu trong lĩnh vực khoa học thần kinh và thị giác.
Hiện tượng mạng này bắt nguồn từ hình ảnh một chiếc váy đăng tải trên mạng xã hội Facebook. Chiếc váy có màu gốc là xanh lam và đen, nhưng điều kiện ánh sáng trong hình ảnh khiến một số người thấy màu của chiếc váy là trắng và vàng. Sự mâu thuẫn đó đã gây ra những làn sóng tranh cãi trên khắp các trang mạng. Trong vòng một tuần, đã có hơn mười triệu tweet đề cập đến chiếc váy này. Roman Originals, công ty sản xuất chiếc váy, cho biết doanh số bán hàng của chiếc váy đã tăng đột biến khi hiện tượng mạng diễn ra. Công ty sau đó đã sản xuất một phiên bản giới hạn màu vàng–trắng để bán từ thiện.

## Lý giải khoa học

Có hai cách để nhận biết màu sắc của chiếc váy trong hình ảnh:
- xanh dương và đen trong ánh sáng vàng (trái) hoặc
- trắng và vàng trong ánh sáng xanh (phải)

Ảo giác bàn cờ đánh lừa màu sắc tương tự như hình ảnh chiếc váy. Ô A và B có màu giống nhau, nhưng phần đổ bóng khiến cho nhận thức màu của ô B bị sai lệch.